# Minitransvasament de l'Ebre
Es coneix com a minitransvasament de l'Ebre un transvasament d'aigües realitzat al riu Ebre cap a municipis de l'Ebre, Baix Penedès i al Camp de Tarragona, en compliment de la llei 18/1981 de l'1 de juliol "sobre actuacions en matèria d'aigües a Tarragona". Per a la gestió d'aquest transvasament es va crear el "Consorci Concessionari d'Aigües per als Ajuntaments i indústries de Tarragona" (CAT).
Amb la realització d'aquest transvasament, es va passar d'un volum d'aigua de 39 Hm3 pel 55% de la població, el 1991, a un volum de 70 Hm3 per al 85% de la població el 2015.

## Història
El Camp de Tarragona viu un espectacular creixement urbanístic a partir de 1965. La instal·lació de les indústries petroquímiques que aprofitaven el port de Tarragona, va convertir la zona en el principal polígon industrial d'Espanya, però també del sud d'Europa i de la Mediterrània. El turisme també estava transformant el litoral: Salou amb una població de menys de 10.000 habitants, a l'estiu superava els 200.000. Aquests dos fets van fer que la necessitat de l'aigua cada cop fos més gran. 
Als anys 70 s'havia intentat fer un transvasament cap a Barcelona, passant per Tarragona que va suposar una alarma social, i es va aturar. Però amb l'arribada de Jordi Pujol al govern se'n torna a parlar i aconsegueix pactar al Parlament Espanyol la Llei que permetia el transvasament (Llei 18/1981 de l'1 de juliol). Prèviament s'acorda amb els regants una inversió per la modernització de les canalitzacions que permetria un estalvi d'aigua i rebrien un cànon anual. Les indústries del Camp de Tarragona disposarien inicialment de 22 hm2 d'aigua addicional. Reus i Tarragona millorarien la qualitat d'aigua. El sector turístic també es beneficiaria de la millora de la qualitat de l'aigua. Els regants de l'Ebre tenien una infraestructura de canals nova i millorada, i a més a més, rebien un cànon per seguir fent millores.
El 31 de juliol de 1989 Jordi Pujol va inaugurar la potabilitzadora d'aigua de l'Ampolla, i va prémer el botó de posar en marxa l'estació de bombament d'aigua cap al camp de Tarragona.
El CAT (Consorci d'Aigües de Tarragona) es va crear l'abril de 1985, amb Albert Vilalta com a President, i començà a subministrar aigua el 3 d'agost de 1989. En els seus orígens, el consorci estava format per la Generalitat de Catalunya, 21 municipis consorciats i 21 empreses industrials. El 2015 n'eren beneficiaris més de 62 municipis (80% de la població de la província de Tarragona) i més de 31 indústries. El Consorci ha arribat a subministrar aigua a Mallorca (1994), mitjançant el transport amb el vaixell Móstoles, que sortia carregat des del port de Tarragona.
El primer enviament d'aigua del CAT a Mallorca va acabar abocant-se al mar al fer-se malbé.

## Intent de perllongament cap a Barcelona
En declaracions del govern espanyol als mitjans de comunicació, es va exposar que el cost de les obres de connexió de la xarxa del CAT amb la xarxa del Ter-Llobregat havia estat estimada en 180 milions d'euros. El 9 de maig de 2008 el Govern informava de l'adjudicació de les obres a la UTE (Unió Temporal d'Empreses) liderada per Agbar, amb un 20%, i integrada per Dragados, Sacyr, Acciona Infraestructuras, Comsa i Copisa, en un 16% cadascuna.
El 18 d'abril del 2008, el consell de ministres del Govern d'Espanya aprovà un Reial Decret ("Real Decreto Ley de medidas excepcionales y urgentes para garantizar el abastecimiento de poblaciones afectadas por la sequía en la provincia de Barcelona"; BOE número 97 de 22 d'abril de 2008) que modificava la limitació geogràfica de la llei de 18/1981, fent possible el perllongament del transvasament cap a Barcelona. La mesura s'havia impulsat des del govern de la Generalitat de Catalunya (en mans del PSC, ICV i ERC) a causa de la situació de sequera sostinguda qualificada "d'emergència nacional".
Finalment com a resultat d'un mes de maig plujós les reserves de les conques internes de Catalunya experimentaren un gran augment, arribant al 60% de la seva capacitat, fet que va provocar l'aprovació d'una resolució de data sis de juny de 2008 que suspenia la vigència del Reial Decret llei 3/2008 de 21 d'abril (sense que això, no obstant, suposi la seva derogació).
Des de 2011 s'efectuen Jornades de Portes Obertes per donar a conèixer les instal·lacions als ciutadans, que complementen les visites escolars que es fan cada curs des de l'inici del funcionament de la planta. Per millorar el coneixement del CAT i la cultura del consum responsable, el 2012 va entrar en servei l'Espai d'Aigua, una zona de divulgació interactiva per a les visites en el cas d'inclemències meteorològiques. 

## Funcionament
La captació d'aigües del CAT es realitza a la població de Campredó —existint un punt de captació al marge dret, a Vinallop— i té origen en la compra de part de la concessió de les comunitats de regants de l'esquerra i de la dreta de l'Ebre (la Llei 18/81 és el primer cop que preveu aprofitament l‘aigua, sense detracció directa del riu, sinó aprofitant una concessió ja existent per als regants). Aquesta aigua s'estalvia, segons s'afirma, gràcies a la canalització dels canals de l'Esquerra i de la Dreta, així com d'algunes conduccions més en el marc de l'anomenat Pla Delta, d'acord amb la llei 18/1981. La planta de tractament del CAT es troba a la localitat de l'Ampolla que des del 2007 torna a acollir uns laboratoris d'anàlisi i la nau central de control del Consorci, a la localitat de Constantí.
Actualment es disposa d'una xarxa de distribució de 430 kilòmetres, amb quatre xemeneies d'equilibri (per neutralitzar l'efecte del cop d'ariet, la imatge que caracteritza l'Estació de Tractament d'Aigua Potable de l'Ampolla, visible des de la xarxa viària), 24 estacions de bombament, una capacitat d'emmagatzematge en dipòsits de 650.000 m3, essent la inversió acumulada de 250 M€. S'efectuen analítiques diàries en un ratio superior a les demandes legals, i la sala de control, que des de 2012 està a l'Ampolla, es gestiona tot el sistema CAT (a través de les 24.000 senyals que s'actualitzen cada 10 segons).
La tardor de 2014 va entrar en servei un sistema intel·ligent de gestió del consum energètic que permet un estalvi d'un 25%.

## Oposició
L'oposició popular de les Terres de l'Ebre al "minitransvasment" es va materialitzar amb la creació de la Coordinadora Antitransvasament que va popularitzar les catifes de sal, símbol d'un dels problemes mediambientals que pateix el Delta de l'Ebre (parc natural des del 1983 i espai del Conveni de Ramsar).